# Молинска шума
45° 38′ 51″ С; 20° 31′ 40″ И / 45.647486° С; 20.527722° И
Молинска шума је шума у Банату, на територији општине Нова Црња, где се некада налазило село Молин које је постојало до 1961. године.
Шума се углавном користи за лов.